# Hyphydrus detectus
Hyphydrus detectus is een keversoort uit de familie waterroofkevers (Dytiscidae). De wetenschappelijke naam van de soort is voor het eerst geldig gepubliceerd in 1936 door Falkenström.